# Lophocolea minor
Lophocolea minor (Synonym Chiloscyphus minor) ist eine Lebermoos-Art aus der Familie Lophocoleaceae. Deutsche Namen sind Kleines Kammkelchmoos oder Kleines Ruchlebermoos.

## Merkmale
Die zarten, bis um 2 Zentimeter langen und 0,5 bis 2 Millimeter breiten, mehr oder weniger verzweigten Sprosse bilden gelbgrüne, flache Überzüge oder wachsen vereinzelt zwischen anderen Moosen. Die Blätter sind am Stämmchen fast längs oder etwas schief angewachsen, entfernt oder dicht gestellt, eiförmig und im oberen Viertel oder Drittel in zwei stumpf zugespitzte Lappen geteilt, der Einschnitt ist rechtwinkelig bis halbmondförmig. Die Blattzellen sind dünnwandig, die Ecken nicht oder kaum verdickt. Die Zellgröße in der Blattmitte ist etwa 20 bis 40 Mikrometer, die Kutikula ist glatt. Pro Zelle sind 3 bis 10 runde bis ovale Ölkörper vorhanden. Die Unterblätter sind tief in zwei gespreizt abstehende, lanzettliche Lappen geteilt.
Lophocolea minor ist diözisch oder parözisch (Gametangien getrennt am gleichen Stämmchen). Sporophyten werden nur sehr selten ausgebildet. Dagegen sind besonders an den Blatträndern fast stets sehr reichlich Brutkörper vorhanden, sie sind entweder einzeln und einzellig oder bilden sehr oft mehrzellige Klumpen oder kurze Filamente.

## Standortansprüche
Die Art wächst an lichtreichen bis halbschattigen, seltener schattigen, frischen bis trockenen Stellen auf basenreicher, kalkhaltiger bis schwach saurer, toniger, lehmiger, sandig-lehmiger bis humoser Erde, auf Löß, an basenreichen, kalkreichen Felsen, entweder direkt auf dem Gestein oder über einer dünnen Erdauflage, an Mauern oder am Stammgrund von Laubbäumen. Oft lebt sie epibryisch, also über anderen Moosen. Die Wuchsorte liegen in oder außerhalb von Wäldern, an Böschungen und Wegrändern, in Steinbrüchen und Lehmgruben, in Rasenlücken von Wiesen, Weiden und Trockenrasen, in Bach- und Flussauen.

## Verbreitung
Weltweit gibt es Vorkommen in Europa, Makaronesien, Südwest-, Mittel-, Ost- und Nordostasien, in Nordafrika und in Nord- und Südamerika.
In Europa sind die Hauptvorkommen im mittleren, östlichen und nördlichen Teil, im westlichen Europa ist die Art seltener, auf den Britischen Inseln und im Mittelmeergebiet fehlt sie. In Österreich ist sie am Alpenostrand, in der Wachau und in Unterkärnten verbreitet, sonst zerstreut bis selten. Der Lebensraum reicht von der planaren bis zur subalpinen Höhenstufe.